# Елілі
Елілі — цар (лугаль) Ура. Його правління припадало приблизно на кінець XXV століття до н. е. Відповідно до Ніппурського царського списку правив упродовж 25 років. По ньому залишився напис в Урі, де він названий іменем Елулу.